# 다산한강초등학교
다산한강초등학교(茶山漢江初等學校)는 대한민국 경기도 남양주시에 있는 공립 초등학교이다.

## 연혁
- 2019년 3월 1일 : 개교